# エヴァンス・サクセナ還元
エヴァンス・サクセナ還元（エヴァンス・サクセナかんげん、英: Evans–Saksena reduction）は、テトラメチルアンモニウムトリアセトキシボロヒドリド（Me4NHB(OAc)3）を用いた、β-ヒドロキシケトンからanti-ジオールへのジアステレオ選択的還元反応である。本反応は1983年にAnil K. Saksenaらによって初めて記述され、1987年にデヴィッド・エヴァンスらによってさらに発展された。

エヴァンス・サクセナ還元のスキーム

本反応は下に示すような六員環いす型遷移状態を経て進行すると考えられている。β-水酸基が配位子交換によってホウ素と結合することで、ヒドリドがカルボニル基に攻撃する方向が規定され、ジアステレオ選択的に還元が進行する。トリアセトキシボロヒドリドの求核性は低いため、通常、分子間反応は起こらないと見なせる。

サクセナ・エヴァンス還元において観測されるジアステレオ選択性を説明する遷移状態

これは、ホウ素キレート試薬を同様に用いるが分子間ヒドリド移動により対応するsyn-ジオール生成物を優先的に与える奈良坂・プラサード還元と対比できる。
エヴァンス・サクセナ還元はブリオスタチンといった天然物の合成に使われている。